# Bridgetown (Missisipi)
Bridgetown – jednostka osadnicza w Stanach Zjednoczonych, w stanie Missisipi, w hrabstwie DeSoto.